# 歐文 (伊利諾伊州坎卡基縣)
歐文（英語：Irwin）是位於美國伊利諾伊州坎卡基縣的一個村落。

## 地理
歐文的座標為41°03′10″N 87°59′08″W / 41.05278°N 87.98556°W，而該地最高點為海拔高度200米（即656英尺）。

## 人口
根據2010年美國人口普查的數據，歐文的面積為0.10平方千米，當中陸地面積為0.10平方千米，而水域面積為0.00平方千米。當地共有人口74人，而人口密度為每平方千米740人。